# Vivid
Vivid é o álbum de estreia da banda estadunidense Living Colour, lançado em 3 de Maio 1988 pela Epic Records. Inclui a canção assinatura da banda, "Cult of Personality".

## História
O projeto nasceu após Mick Jagger assistir a uma apresentação da banda: o vocalista dos Rolling Stones ficou impressionado com o show dos quatro rapazes e decidiu ajudá-los. 
Daí, veio um contrato com a Epic Records, em 1988 ao qual se seguiu esse álbum, muito bem recebido pelo público, sendo popular até hoje.
O álbum é marcado, assim como a maioria da produção do Living Colour, por uma "mistura" de ritmos bastante presente.

## Faixas
| N.º | Título                                     | Duração |  |
| 1.  | "Cult of Personality"                      | 4:54    |  |
| 2.  | "I Want to Know"                           | 4:24    |  |
| 3.  | "Middle Man"                               | 3:47    |  |
| 4.  | "Desperate People"                         | 5:36    |  |
| 5.  | "Open Letter (To a Landlord)"              | 5:32    |  |
| 6.  | "Funny Vibe"                               | 4:20    |  |
| 7.  | "Memories Can't Wait"                      | 4:30    |  |
| 8.  | "Broken Hearts"                            | 4:50    |  |
| 9.  | "Glamour Boys"                             | 3:39    |  |
| 10. | "What's Your Favorite Color? (Theme Song)" | 3:56    |  |
| 11. | "Which Way to America?"                    | 3:41    |  |

Edição de 2002
| N.º | Título                                                     | Duração |  |
| 12. | "Funny Vibe" (Funky Vibe Mix)                              | 3:43    |  |
| 13. | "Should I Stay or Should I Go"                             | 2:27    |  |
| 14. | "What's Your Favorite Color? (Theme Song)" (Leblanc Remix) | 5:39    |  |
| 15. | "Middle Man" (Live)                                        | 3:49    |  |
| 16. | "Cult of Personality" (Live)                               | 4:59    |  |

## Desempenho nas paradas musicais
| Parada musical (1988/1989)     | Melhor posição |
| ------------------------------ | -------------- |
| Canadá (RPM Top 100 Albums)    | 5              |
| Estados Unidos (Billboard 200) | 6              |
| Noruega (VG-lista)             | 15             |
| Nova Zelândia (RIANZ)          | 2              |
| Países Baixos (MegaCharts)     | 92             |